# Çalçakırlar, Çal
Çalçakırlar là một xã thuộc huyện Çal, tỉnh Denizli, Thổ Nhĩ Kỳ. Dân số thời điểm năm 2010 là 290 người.